# Персія (Нью-Йорк)
Персія (англ. Persia) — місто (англ. town) в США, в окрузі Каттарогус штату Нью-Йорк. Населення — 2207 осіб (2020).

## Демографія
Згідно з переписом 2010 року, у місті мешкали 2404 особи в 968 домогосподарствах у складі 592 родин. Було 1045 помешкань
Расовий склад населення:
| - 93,3 % — білих - 3,3 % — корінних американців - 0,5 % — чорних або афроамериканців - 0,3 % — азіатів |

До двох чи більше рас належало 2,2 %. Частка іспаномовних становила 3,0 % від усіх жителів.
За віковим діапазоном населення розподілялося таким чином: 22,5 % — особи молодші 18 років, 58,4 % — особи у віці 18—64 років, 19,1 % — особи у віці 65 років та старші. Медіана віку мешканця становила 42,4 року. На 100 осіб жіночої статі у місті припадало 96,1 чоловіків;  на 100 жінок у віці від 18 років та старших — 94,9 чоловіків також старших 18 років.
Середній дохід на одне домашнє господарство  становив 52 195 доларів США (медіана — 38 561), а середній дохід на одну сім'ю — 64 066 доларів (медіана — 52 802). Медіана доходів становила 41 700 доларів для чоловіків та 36 513 долари для жінок. За межею бідності перебувало 17,3 % осіб, у тому числі 33,6 % дітей у віці до 18 років та 9,9 % осіб у віці 65 років та старших.
Цивільне працевлаштоване населення становило 968 осіб. Основні галузі зайнятості: освіта, охорона здоров'я та соціальна допомога — 30,9 %, публічна адміністрація — 13,7 %, роздрібна торгівля — 13,2 %.